# Ablepharus grayanus
Ablepharus grayanus är en ödleart som beskrevs av  Ferdinand Stoliczka 1872. Ablepharus grayanus ingår i släktet Ablepharus och familjen skinkar. Inga underarter finns listade i Catalogue of Life.
Denna skink har en större population i norra Pakistan och sydöstra Afghanistan samt en mindre population i nordvästra Indien. Arten lever i låglandet och i bergstrakter upp till 2000 meter över havet. Individerna vistas i buskskogar, i gräsmarker och i trädgårdar. De gömmer sig ofta under stenar, i buskar, i mursprickor och byggnader. Honor lägger under våren en eller två ägg.
För beståndet är inga hot kända. Hela populationen anses vara stabil. IUCN listar arten som livskraftig (LC).